# 13 (numero)
Tredici (cf. latino tredecim, greco τρεισκαίδεκα) è il numero naturale che segue il 12 e precede il 14.

## Proprietà matematiche
- È un numero dispari.
- È un numero difettivo.
- È il sesto numero primo, dopo l'11 e prima del 17.
- È un numero primo troncabile a sinistra.
- È il settimo numero della successione di Fibonacci, dopo l'8 e prima del 21.
- È un numero quadrato centrato.
- È un numero stellato.
- È il quinto termine della successione di Mian-Chowla.
- È un numero idoneo.
- È un numero felice.
- È un numero fortunato.
- È un numero di Ulam.
- È un primo permutabile con 31.
- È un numero primo cubano della forma {\displaystyle \,p=(x^{3}-y^{3})/(x-y),x=y+2}
- È il secondo numero primo il cui reciproco ha un periodo con un numero di cifre uguale a {\displaystyle \,(p-1)/2},  cioè {\displaystyle \,1/13} = 0,076923 076923....
- La metà esatta dei multipli di {\displaystyle \,1/13} compresi fra {\displaystyle \,1/13} e {\displaystyle \,12/13} presentano periodi decimali costituiti da permutazioni cicliche della stringa di prima 076923. Gli altri multipli hanno periodi che sono permutazioni cicliche della stringa 153846 (= 076923 x 2).
- È la somma di due quadrati, 13 = 22 + 32.
- È il maggiore limite inferiore conosciuto che risolve il Problema di Graham.
- È un numero omirp.
- È parte delle terne pitagoriche (5, 12, 13), (13, 84, 85).
- È un numero a cifra ripetuta nel sistema di numerazione posizionale a base 3 (111) e in quello a base 12 (11).
- È un numero intero privo di quadrati.
- È un numero congruente.
- È presente nella funzione f(n) = 5 * n2 + 5 * n + 13, che dà numeri primi, per  n  diverso da 12 , 13 e 21       ed  al variare di  n   fra  0  e  22.

## Chimica
- 13 è il numero atomico dell'alluminio (Al).

## Astronomia
- 13P/Olbers è una cometa periodica del sistema solare
- 13 Egeria è il nome di un asteroide della fascia principale battezzato così in onore della dea Egeria protettrice delle nascite e delle sorgenti.
- 13 è il numero dell'Ammasso Globulare di Ercole nel Catalogo di Messier
- NGC 13 è una galassia spirale della costellazione di Andromeda.

## Astronautica
- Cosmos 13 è un satellite artificiale russo.

## Simbologia

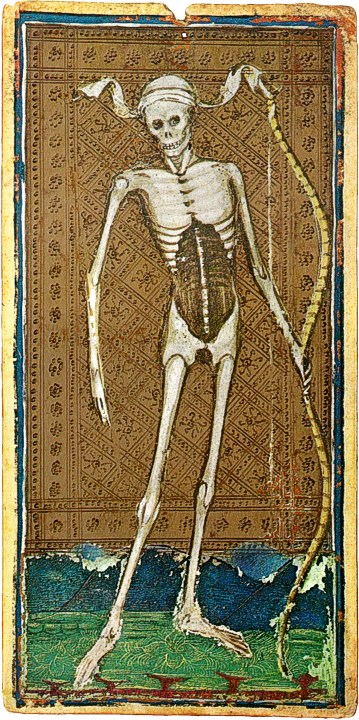
L’arcano senza nome, tredicesima carta dei Tarocchi

### Numerologia
- Nei Tarocchi il numero 13 è associato alla carta della Morte.

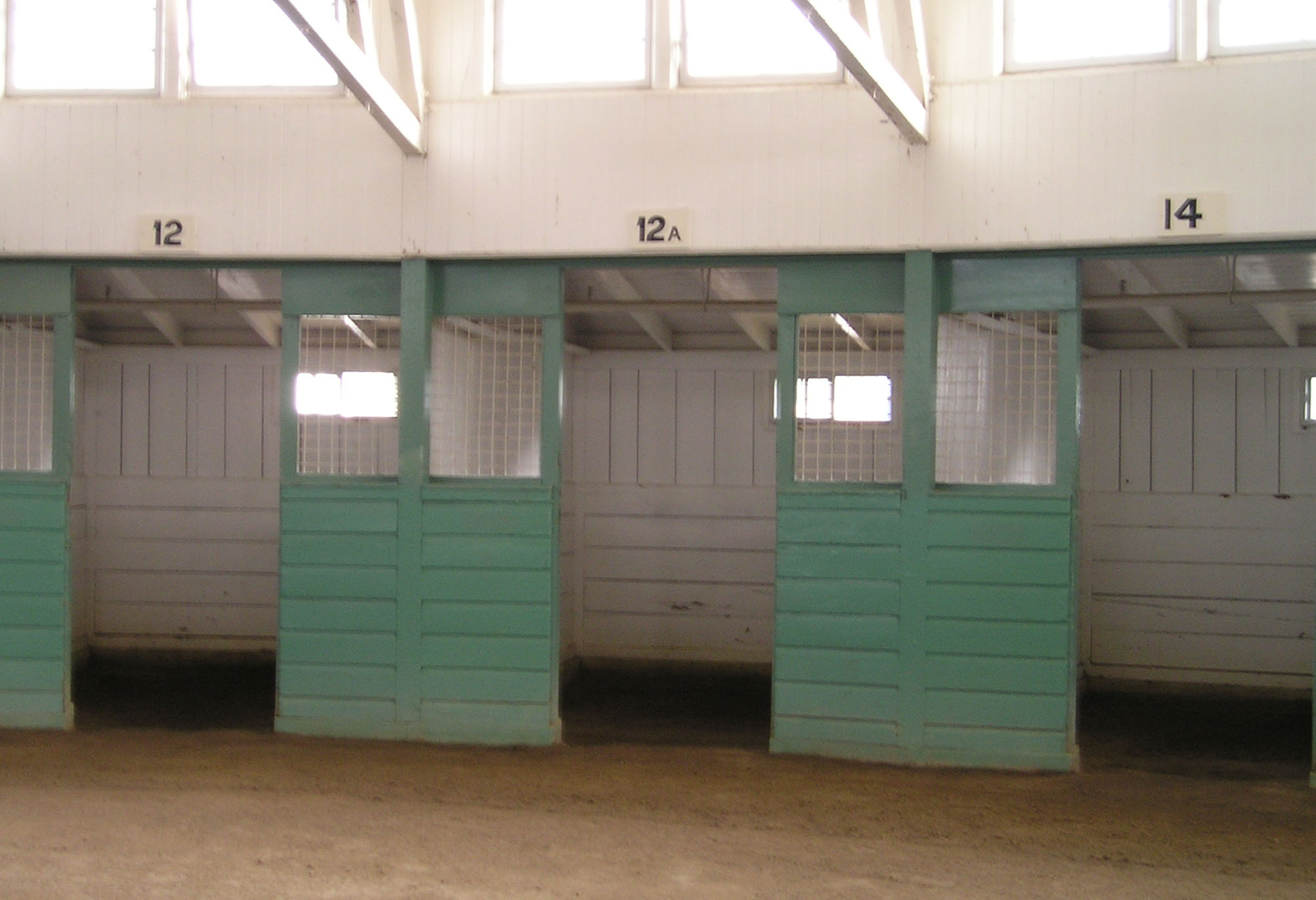
La stalla 12A del Santa Anita Park, l'ippodromo di Arcadia, in California (USA) che sostituisce il numero 13 per motivi scaramantici.

### Cabala
- Nel Sefer Yetzirah si citano tre lettere madri che sono: alef א, mem מ, shin ש, il fattore che li accomuna è il 13 in quanto, alef, oltre ad essere la prima consonante dell'alfabeto ebraico, indica anche il numero uno אחד (echad) e la somma delle lettere è 13, mem è la tredicesima lettera dell'alfabeto, shin è la ventunesima lettera e 21 è la sommatoria di 6. Il sesto numero primo è 13. La riprova di questo ragionamento è che la parola madre si scrive אֵם (em, in ebraico moderno ìma (אִמא val num. 42), dove la somma delle lettere è 41 che è il 13º numero primo.

### Religione
- 13 è il numero associato alla sommossa di Lucifero.
- 13 è la somma delle singole lettere che in ebraico formano la parola uno אחד che concettualmente si riferisce ad un attributo di Dio.

### Smorfia
- Nella smorfia il numero 13 corrisponde a Sant'Antonio.

### Giochi
- ci sono 13 carte per ogni seme in un mazzo di carte francesi.

## Cinema
- Per il suo valore simbolico, il numero 13 ha molta rilevanza nel film thriller 1408.
- Nella saga Friday the 13th, il 13 è il giorno del compleanno del mostro protagonista nella saga, Jason Voohres

## Televisione
- Tredici è il soprannome di un personaggio della serie televisiva Dr. House - Medical Division.
- Tredici è una serie televisiva americana basata sull'omonimo romanzo.